# 繁桝博昭
繁桝 博昭（しげます ひろあき、1973年 - ）は、日本の認知心理学者。高知工科大学教授。
繁桝算男の息子。

## 学位
博士(心理学) (東京大学, 2005年)

## 略歴
- 1997年 東京大学文学部行動文化学科卒業
- 1999年 日本学術振興会特別研究員
- 2002年 東京大学大学院人文社会系研究科博士課程単位取得退学、東京大学インテリジェント・モデリング・ラボラトリー中核的研究機関研究員
- 2006年 豊橋技術科学大学未来ビークルリサーチセンター研究員
- 2008年 豊橋技術科学大学インテリジェントセンシングシステムリサーチセンター特任助教
- 2009年 高知工科大学情報学群 講師
- 2011年 高知工科大学情報学群 准教授
- 2019年 高知工科大学情報学群 教授

## 専門分野
- 視覚心理物理学
- 認知脳科学